# مارتن سيفرث
مارتن سيفرث (بالألمانية: Martin Seiferth)‏ مواليد 18 سبتمبر 1990، هو لاعب كرة سلة ألماني بدأ مسيرته الاحترافية في سنة 2014 يلعب مع فريق ألبا برلين في الدوري الألماني لكرة السلة ويحمل الرقم 22. يبلغ طوله 6 قدم 10 بوصة (2.1 م).

## فرق لعب لها
- ألبا برلين

## روابط خارجية
- مارتن سيفرث على موقع الدوري الأوروبي لكرة السلة (الإنجليزية)
- مارتن سيفرث على موقع كلية كرة السلة في سبورتس رفرنس.كوم (الإنجليزية)
- مارتن سيفرث على موقع ريلجم (الإنجليزية)
- مارتن سيفرث على موقع بروبوليرز (الإنجليزية)
- مارتن سيفرث على موقع سبورتس رفرنس (الإنجليزية)